# Vieux-Charmont
Vieux-Charmont és un municipi francès situat al departament del Doubs i a la regió de Borgonya - Franc Comtat. L'any 2007 tenia 2.487 habitants.

## Demografia

### Població
El 2007 la població de fet de Vieux-Charmont era de 2.487 persones. Hi havia 1.160 famílies de les quals 384 eren unipersonals (144 homes vivint sols i 240 dones vivint soles), 436 parelles sense fills, 248 parelles amb fills i 92 famílies monoparentals amb fills.
La població ha evolucionat segons el següent gràfic:
Habitants censats

### Habitatges
El 2007 hi havia 1.227 habitatges, 1.166 eren l'habitatge principal de la família, 8 eren segones residències i 54 estaven desocupats. 775 eren cases i 441 eren apartaments. Dels 1.166 habitatges principals, 747 estaven ocupats pels seus propietaris, 407 estaven llogats i ocupats pels llogaters i 12 estaven cedits a títol gratuït; 6 tenien una cambra, 94 en tenien dues, 240 en tenien tres, 312 en tenien quatre i 513 en tenien cinc o més. 908 habitatges disposaven pel capbaix d'una plaça de pàrquing. A 584 habitatges hi havia un automòbil i a 456 n'hi havia dos o més.

### Piràmide de població
La piràmide de població per edats i sexe el 2009 era:
| Homes | Edats   | Dones |
| ----- | ------- | ----- |
| 0     | 95 o +  | 0     |
| 4     | 90 a 94 | 4     |
| 24    | 85 a 89 | 36    |
| 12    | 80 a 84 | 40    |
| 36    | 75 a 79 | 64    |
| 76    | 70 a 74 | 96    |
| 96    | 65 a 69 | 120   |
| 92    | 60 a 64 | 108   |
| 52    | 55 a 59 | 72    |
| 100   | 50 a 54 | 88    |
| 68    | 45 a 49 | 80    |
| 88    | 40 a 44 | 60    |
| 96    | 35 a 39 | 88    |
| 100   | 30 a 34 | 80    |
| 72    | 25 a 29 | 68    |
| 56    | 20 a 24 | 60    |
| 64    | 15 a 19 | 56    |
| 56    | 10 a 14 | 44    |
| 68    | 5 a 9   | 56    |
| 56    | 0 a 4   | 40    |

## Economia
El 2007 la població en edat de treballar era de 1.488 persones, 1.067 eren actives i 421 eren inactives. De les 1.067 persones actives 971 estaven ocupades (529 homes i 442 dones) i 96 estaven aturades (42 homes i 54 dones). De les 421 persones inactives 169 estaven jubilades, 131 estaven estudiant i 121 estaven classificades com a «altres inactius».

### Ingressos
El 2009 a Vieux-Charmont hi havia 1.175 unitats fiscals que integraven 2.593,5 persones, la mediana anual d'ingressos fiscals per persona era de 19.278 €.

### Activitats econòmiques
Dels 84 establiments que hi havia el 2007, 2 eren d'empreses alimentàries, 1 d'una empresa de fabricació de material elèctric, 5 d'empreses de fabricació d'altres productes industrials, 16 d'empreses de construcció, 18 d'empreses de comerç i reparació d'automòbils, 5 d'empreses de transport, 5 d'empreses d'hostatgeria i restauració, 3 d'empreses financeres, 5 d'empreses immobiliàries, 9 d'empreses de serveis, 8 d'entitats de l'administració pública i 7 d'empreses classificades com a «altres activitats de serveis».
Dels 25 establiments de servei als particulars que hi havia el 2009, 2 eren tallers de reparació d'automòbils i de material agrícola, 3 paletes, 3 guixaires pintors, 2 fusteries, 2 lampisteries, 1 electricista, 3 perruqueries, 4 restaurants, 2 agències immobiliàries i 3 salons de bellesa.
Dels 5 establiments comercials que hi havia el 2009, 1 era una botiga de menys de 120 m², 1 una fleca, 1 una peixateria, 1 una botiga d'electrodomèstics i 1 una botiga de mobles.

## Equipaments sanitaris i escolars
L'únic equipament sanitari que hi havia el 2009 era una farmàcia.
El 2009 hi havia 1 escola maternal i 1 escola elemental.

## Poblacions més properes
El següent diagrama mostra les poblacions més properes.